# مویس کاتومبی
مویس کاتومبی (انگلیسی: Moïse Katumbi؛ زادهٔ ۲۸ دسامبر ۱۹۶۴) سیاست‌مدار اهل جمهوری دموکراتیک کنگو است.